# Pat Barker
Patricia Mary Barker (ur. 8 maja 1943 w Thornaby-on-Tees) – brytyjska pisarka.

## Życiorys
Ukończyła studia na Durham University i London School of Economics. W 1995 za swoją powieść The Ghost Road otrzymała nagrodę Nagrodę Bookera. Jej książki Union Street (pod tytułem Stanley i Iris) oraz Odrodzenie doczekały się adaptacji filmowych. W 2000 Pat Baker została Komandorem Orderu Imperium Brytyjskiego.
Jej mężem był zoolog David Barker (zm. 2009). Para miała dwoje dzieci.

## Powieści
- 1982 – Union Street
- 1984 – Blow Your House Down
- 1986 – The Century’s Daughter
- 1989 – The Man Who Wasn’t There
- Trylogia Odrodzenie
  - 1991 – Regeneration (wyd. pol. pt. Odrodzenie, 1998)
  - 1993 – The Eye in the Door
  - 1995 – The Ghost Road
- 1998 – Another World
- 2001 – Border Crossing (wyd. pol. pt. Przekroczyć granice, 2004)
- 2003 – Double Vision
- 2007 – Life Class